# Уэйр, Келел
Келел Уэйр (англ. Kel'el Ware; род. 20 апреля 2004, Норт-Литл-Рок, Арканзас) — американский профессиональный баскетболист, выступающий за команду НБА «Майами Хит». Играет на позиции центрового.

## Профессиональная карьера

### Майами Хит (2024—настоящее время)
Уэйр был выбран под 15-м номером командой «Майами Хит» на драфте НБА 2024 года, 2 июля 2024 года он подписал контракт с «Хит».
Уэйр дебютировал в НБА 23 октября 2024 года в матче против «Орландо Мэджик», который закончился поражением со счётом 116–97.
23 января 2025 года Уэр набрал более 20 очков в 3 играх подряд против «Спёрс», «Трейл Блейзерс» и «Бакс», что принесло ему награду «Новичка месяца».

## Карьера в сборной
Уэйр играл за сборную США до 18 лет на чемпионате Америки среди игроков до 18 лет 2022 года. Он был включён в символическую сборную турнир, набирая в среднем 15,7 очков, 6,8 подборов и 1,8 блок-шотов, а США выиграли золотую медаль.

## Статистика

### Статистика в NCAA
| Сезон | Команда | Conf    | Class | GP | GS | MPG  | FG%  | 3P%  | FT%  | RPG | APG | SPG | BPG | PPG  |
| --- | ------- | ------- | ----- | -- | -- | ---- | ---- | ---- | ---- | --- | --- | --- | --- | ---- |
| 2022/23 | Орегон  | Pac-12  | FR    | 35 | 4  | 15,8 | 45,7 | 27,3 | 71,2 | 4,1 | 0,5 | 0,4 | 1,3 | 6,6  |
| 2023/24 | Индиана | Big Ten | SO    | 30 | 30 | 32,2 | 58,6 | 42,5 | 63,4 | 9,9 | 1,5 | 0,6 | 1,9 | 15,9 |
| Всего | Всего   | Всего   | Всего | 65 | 34 | 23,3 | 53,8 | 33,7 | 66,0 | 6,7 | 1,0 | 0,5 | 1,6 | 10,9 |
| Наведите курсор мыши на аббревиатуры в заголовке таблицы, чтобы прочесть их расшифровку Статистика приведена с сайта sports-reference.com |         |         |       |    |    |      |      |      |      |     |     |     |     |      |